# کیسی شورت
کیسی شورت (انگلیسی: Casey Short؛ زادهٔ ۲۳ اوت ۱۹۹۰) بازیکن فوتبال در پست مدافع اهل ایالات متحده آمریکا است.

## باشگاهی
از باشگاه‌هایی که در آن بازی کرده‌است می‌توان به شیکاگو رد استارز و باشگاه فوتبال بوستون بریکرز اشاره کرد.

## تیم ملی
وی همچنین در تیم‌های ملی فوتبال United States women's national under-20 soccer team, United States women's national under-23 soccer team، و زنان ایالات متحده آمریکا بازی کرده‌است.

## نگارخانه

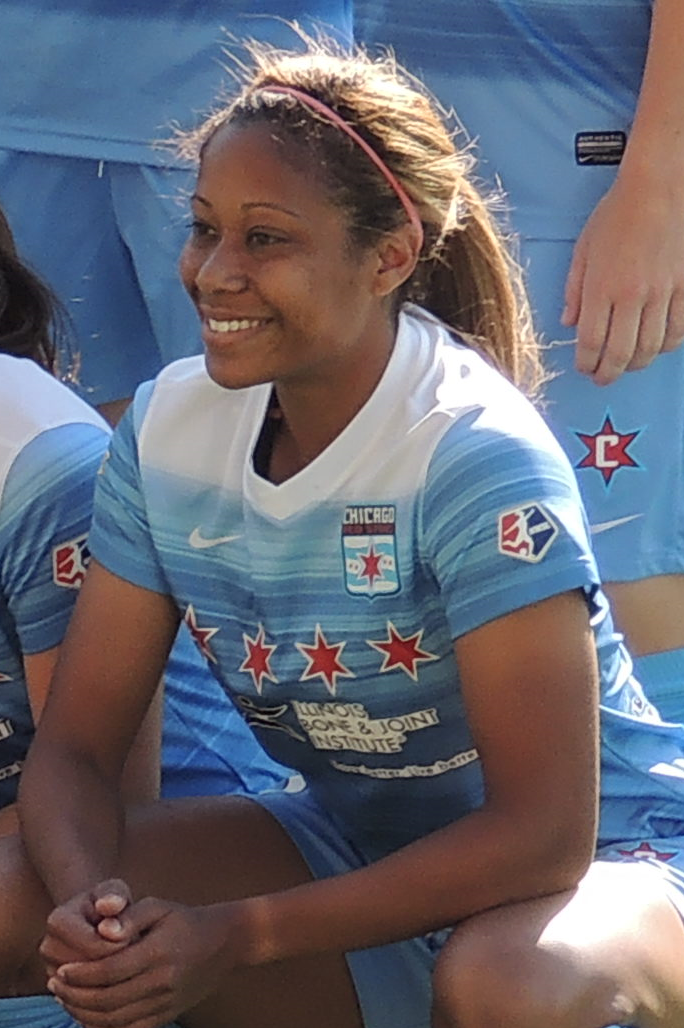